# میشل عون
میشل عون (زاده ۳۰ سپتامبر ۱۹۳۳ در بیروت) رئیس‌جمهور پیشین لبنان از ۳۱ اکتبر ۲۰۱۶ تا ۳۰ اکتبر ۲۰۲۲ است. وی پس از سی ماه خلأ منصب ریاست جمهوری در لبنان در ۳۱ اکتبر ۲۰۱۶ به این مقام رسید. وی، رهبر جنبش میهنی آزاد و فرمانده سابق ارتش لبنان است. وی از سال ۱۹۸۸ تا ۱۹۹۰ رئیس یکی از دو حکومت لبنان بود که برای به قدرت رسیدن با یکدیگر در جنگ بودند. وی در سال ۱۹۸۹ علیه نیروهای سوریه مستقر در لبنان «جنگ آزادیبخش» اعلام کرد و در سال ۱۹۹۰ پس از تصرف بیروت توسط ارتش سوریه به سفارت فرانسه پناهنده شده و بعداً اجازه یافت تا به فرانسه برود.
میشل عون یازده روز پس از خروج نیروهای سوریه از لبنان در سال ۲۰۰۵ به کشورش بازگشته و فعالیت سیاسی را آغاز کرد. میشل عون و جنبش میهنی آزاد جریان تحت رهبری او در این دوران از متحدان حزب‌الله لبنان و جنبش امل در ائتلاف ۸ مارس بوده‌اند. عون از سال ۲۰۰۵ نماینده مجلس لبنان است و جنبش میهنی با داشتن ۱۹ نماینده دومین گروه قدرتمند در این مجلس پس از جریان المستقبل و قدرتمندترین گروه در ائتلاف ۸ مارس است و چندین وزیر نیز در کابینه لبنان دارد. وی در روز دوشنبه مورخه ۳۱ اکتبر ۲۰۱۶ با ۸۴ رای از مجموع ۱۲۷ رای نمایندگان مجلس، به عنوان سیزدهمین ریاست جمهوری لبنان برگزیده شد.
میشل عون یک روز پیش از پایان دوره ماموریتش در ۳۱ اکتبر ۲۰۲۲ و بدون اینکه جانشین او مشخص شده باشد در میان تحسین هوادارانش کاخ ریاست جمهوری لبنان را ترک کرد.